# Vince Hayes
James Vincent Hayes (Manchester, 24 marzo 1879 – Salford, giugno 1964) è stato un allenatore di calcio e calciatore inglese, di ruolo difensore.

## Carriera

### Giocatore

#### Club
Hayes cominciò la carriera nel Manchester United. Giocò poi nel Brentford, ancora al Manchester United, al Bradford e al Rochdale. Vinse la FA Cup 1908-1909 con il Manchester.

### Allenatore
Nel 1912, fu commissario tecnico della Norvegia ai Giochi della V Olimpiade. Guidò poi gli austriaci del Wiener Sport-Club, il Rochdale (come allenatore-giocatore), il Preston e gli spagnoli dell'Atlético Madrid.

## Palmarès

### Giocatore

#### Competizioni nazionali
- Coppa d'Inghilterra: 1

Manchester United: 1908-1909
- Community Shield: 1

Manchester united: 1908